# Gonzalo López-Gallego
Gonzalo López-Gallego est un réalisateur de cinéma espagnol né le 17 mars 1978 à Madrid.

## Filmographie

### Comme réalisateur
- 1998 : Musas
- 2001 : Nómadas
- 2006 : Thumbs Up (court)
- 2007 : Les Proies  (El Rey de la montaña)
- 2010 : La piel azul (2 épisodes)
- 2010 : Ángel o demonio (1 épisode)
- 2011 : Apollo 18
- 2013 : Open Grave
- 2016 : Desert Gun (The Hollow Point)
- 2019 : Backdraft 2
- 2024 : American Star

### Comme scénariste
- 1998 : Musas
- 2001 : Nómadas
- 2003 : Sobre el arco iris  (2003)
- 2006 : Thumbs Up (court)
- 2007 : Les Proies

### Comme monteur
- 1998 : No sé, no sé (court)
- 1998 : Musas
- 1999 : Insomnio de una noche de verano (court)
- 2000 : Soirée (court)
- 2001 : Nómadas
- 2002 : Entre abril y julio
- 2003 : Sobre el arco iris
- 2006 : Verano o Los defectos de Andrés (court)
- 2006 : Thumbs Up (court)
- 2007 : Les Proies
- 2008 : No se preocupe (1 épisode)
- 2010 : La piel azul (2 épisodes)

## Distinctions
- Festival du cinéma espagnol de Malaga 2001 : Prix spécial du jury pour Nómadas
- Festival du film fantastique d'Amsterdam 2008 : Grand Prix de l'European Fantasy Film in Silver
- Festival du cinéma espagnol de Malaga 2010 : Prix Eloy de la Iglesia